# Olympische Sommerspiele 1924/Teilnehmer (Schweden)
| Gelbes Symbol für Goldmedaillen mit stilisierten Olympischen Ringen | Graues Symbol für Silbermedaillen mit stilisierten Olympischen Ringen | Braundes Symbol für Bronzemedaillen mit stilisierten Olympischen Ringen |
| ------------------------------------------------------------------- | --------------------------------------------------------------------- | ----------------------------------------------------------------------- |
| 4                                                                   | 13                                                                    | 12                                                                      |

Schweden nahm an den Olympischen Sommerspielen 1924 in Paris mit einer Delegation von 159 Athleten (146 Männer und dreizehn Frauen) an 84 Wettkämpfen in fünfzehn Sportarten teil.

## Teilnehmer nach Sportarten

### Boxen
- Oscar Andrén
- Gustaf Bergman
- Oscar Bergström
- Edvard Hultgren
- Harry Wolff

### Fechten
| Männer - Gustaf Dyrssen - Carl Gripenstedt - Nils Erik Hellsten Bronze Degen Einzel - Bror Lagercrantz - Gustaf Lindblom - Bertil Uggla | Frauen - Ellen Hamilton - Elsa Hellquist - Hanna Olsen |

### Fußball
- Bronze
- Axel Alfredsson
- Charles Brommesson
- Gustaf Carlson
- Albin Dahl
- Sven Friberg
- Karl Gustafsson
- Fritjof Hillén
- Konrad Hirsch
- Gunnar Holmberg
- Per Kaufeldt
- Tore Keller
- Rudolf Kock
- Sigge Lindberg
- Vigor Lindberg
- Sven Lindqvist
- Evert Lundquist
- Sten Mellgren
- Gunnar Olsson
- Sven Rydell
- Harry Sundberg
- Thorsten Svensson
- Robert Zander

### Gewichtheben
- Rikard Brunn
- Bertil R. Carlsson
- Sigfrid Hylander
- Nils Lidman
- Martin Olofsson

### Leichtathletik
- Gösta Bergström
- Erik Blomqvist
- Kurt Branting
- Erik Byléhn
Silber  4 × 400 m
- Carl-Axel Christiernsson
- Sidon Ebeling
- Nils Engdahl
Silber  4 × 400 m
- Axel Eriksson
- Bertil Fastén
- Bertil Jansson
- Folke Jansson
- Helge Jansson
- Rudolf Johansson
- Waldemar Karlsson
- Gustav Kinn
- Hugo Lilliér
- Gunnar Lindström
Silber  Speerwurf
- Carl Johan Lind
- Sven Emil Lundgren
- Evert Nilsson
- Bror Österdahl
- Sten Pettersson
Bronze  110 m Hürden
- Stig Reuterswärd
- Knut Russell
- Ivar Sahlin
- Ossian Skiöld
- Sixten Sundström
- Artur Svensson
Silber  4 × 400 m
- Sven Thuresson
- Göran Unger
- Gustaf Wejnarth
Silber  4 × 400 m
- Curt Wiberg
- Edvin Wide
Bronze  5000 m
Silber  10.000 m

### Moderner Fünfkampf
- Carl Årmann
- Gustaf Dyrssen
Silber  Einzel
- Bo Lindman
Gold  Einzel
- Bertil Uggla
Bronze  Einzel

### Radsport
- Erik Bjurberg
Bronze  Straßenrennen Mannschaft
- Erik Bohlin
Bronze  Straßenrennen Mannschaft
- Ragnar Malm
Bronze  Straßenrennen Mannschaft
- Gunnar Sköld
Bronze  Straßenrennen Mannschaft

### Reiten
- Victor Ankarcrona
- Georg von Braun
Gold  Springen Mannschaft
- Wilhelm von Essen
- Gustaf Hagelin
Silber  Vielseitigkeitsreiten Mannschaft
- Claës König
Silber  Vielseitigkeitsreiten Mannschaft
- Carl Gustaf Lewenhaupt
Silber  Vielseitigkeitsreiten Mannschaft
- Ernst Linder
Gold  Dressur Einzel
- Åge Lundström
Gold  Springen Mannschaft
- Bertil Sandström
Silber  Dressur Einzel
- Axel Ståhle
Gold  Springen Mannschaft
- Torsten Sylvan
Silber  Vielseitigkeitsreiten Mannschaft
- Åke Thelning
Gold  Springen Mannschaft

### Ringen
- Otto Borgström
- Sigfrid Hansson
- Claes Johanson
- Ragnar Larsson
- Erik Malmberg
Bronze  Federgewicht griechisch-römisch
- Ernst Nilsson
- Harry Nilsson
- Sverre Nilsson
- Arvid Östman
- Johan Richthoff
- Fritiof Svensson
- Rudolf Svensson
Silber  Halbschwergewicht griechisch-römisch
Silber  Halbschwergewicht Freistil
- Carl Westergren
Gold  Halbschwergewicht griechisch-römisch

### Schießen
- Gustaf Andersson
- Eric Carlberg
- Vilhelm Carlberg
Silber  Schnellfeuerpistole 25 m
- Axel Ekblom
Bronze  Laufende Scheibe Doppelschuss Mannschaft
- Olle Ericsson
- Mauritz Eriksson
- Sten Forselius
- Magnus Hallman
- Otto Hultberg
Silber  Laufende Scheibe Einzelschuss Mannschaft
- Hugo Johansson
- Mauritz Johansson
Silber  Laufende Scheibe Einzelschuss Mannschaft
Bronze  Laufende Scheibe Doppelschuss Mannschaft
- Viktor Knutsson
- Leon Lagerlöf
- Fredric Landelius
Silber  Laufende Scheibe Einzelschuss Mannschaft
Bronze  Laufende Scheibe Doppelschuss Mannschaft
- Erik Lundqvist
- Karl Richter
- Karl-Gustaf Svensson
- Alf Swahn
Silber  Laufende Scheibe Einzelschuss Mannschaft
Bronze  Laufende Scheibe Doppelschuss Einzel
Bronze  Laufende Scheibe Doppelschuss Mannschaft
- Ivar Wester

### Schwimmen
| Männer - Åke Borg Bronze 4 × 200 m Freistil - Arne Borg Silber 400 m Freistil Silber 1500 m Freistil Bronze 4 × 200 m Freistil - Thor Henning Bronze 4 × 200 m Freistil - Bo Johnsson - Bengt Linders - Gösta Persson Bronze 4 × 200 m Freistil - Erik Skoglund - Orvar Trolle Bronze 4 × 200 m Freistil - Georg Werner Bronze 4 × 200 m Freistil | Frauen - Aina Berg Bronze 4 × 100 m Freistil - Gulli Ewerlund Bronze 4 × 100 m Freistil - Jane Gylling - Wivan Pettersson Bronze 4 × 100 m Freistil - Hjördis Töpel Bronze 4 × 100 m Freistil |

### Segeln
- Clarence Hammar
- Magnus Hellström
- Nils Rinman
- Olle Rinman

### Tennis
| Männer - Henning Müller - Charles Wennergren | Frauen - Sigrid Fick - Lily Strömberg-von Essen |

### Wasserball
- 4. Platz
- Cletus Andersson
- Erik Andersson
- Vilhelm Andersson
- Nils Backlund
- Theodor Nauman
- Martin Norberg
- Gösta Persson
- Hilmer Wictorin

### Wasserspringen
| Männer - Erik Adlerz - Adolf Hellquist - John Jansson Silber Turmspringen einfach - Edmund Lindmark - Helge Öberg - Curt Sjöberg - Arvid Wallman | Frauen - Märta Johansson - Signe Johansson - Eva Olliwier - Hjördis Töpel Bronze Turmspringen 10 m |